# Флоря Борис Миколайович
Флоря Борис Миколайович (нар. 8 грудня 1937) — російський історик-медієвіст, славіст. Доктор історичних наук (1981). Народився у Москві, Росія. Син російського астронома Миколая Флорі. Випускник Московського університету. Професор цього університету (1994). Співробітник Інституту слов'янознавства і балканістики (з 1965)Член-кореспондент Російської академії наук (2000). Входить до складу наукової ради Українського історичного журналу.

## Біографія
Народився в м. Москва. Син астронома Миколи Флорі. Закінчив історичний факультет Московського університету (1960). 1969 захистив кандидатську дисертацію на тему: «Російсько-польські взаємини та балтійське питання наприкінці 16 — на початку 17 ст.» під керівництвом академіка Михайла Тихомирова, а 1980 — докторську дисертацію на тему: «Російсько-польські взаємини і політичний розвиток Східної Європи другої половини 16 — початку 17 ст.» Від 1965 — в Інституті слов'янознавства АН СРСР (нині Інститут слов'янознавства РАН): молодший, старший, провідний, головний науковий співробітник, а від 2005 — зав. відділу історії середніх віків. Від 1994 — професор кафедри історії Росії до початку 19 ст. Московського університету.

## Праці
Автор численних праць із середньовічної та ранньомодерної історії Росії та Центральної, Східної і Південно-Східної Європи, зокрема студій, присвячених етнічній самосвідомості слов'янських народів, формуванню слов'янської державності, сприйняттю церковного розколу 1054 у слов'янському світі, історії Церкви та міжнародних взаємин, а також досліджень з історії російсько-українських зв'язків та міжконфесійних взаємин на українських землях 2-ї половини 16 — 1-ї половини 17 ст., історико-біографічних нарисів про російського царя Івана IV, дипломата Афанасія Ордіна-Нащокіна та ін.
Опублікував низку джерел з російської, української, польської історії 11—17 ст. Відповідальний редактор серії збірників наукових праць «Славяне и их соседи» та щорічника «Белоруссия и Украина: история и культура». Член редколегії спеціалізованих часописів «Древняя Русь: вопросы медиевистики», «Славяноведение», «Средние века» та ін. Брав участь у підготовці багатотомної «Православной энциклопедии», а також написав ґрунтовні коментарі до 5-го тому (Москва, 1996) «Истории Русской церкви» митрополита Макарія (Булгакова). Член ряду міжнародних комісій істориків — російсько-польської, російсько-литовської та російсько-української.
Лауреат премії пам'яті митрополита Макарія (1997, 2001).

### Монографії
- Флоря, Б. Н. Русско-польские отношения и балтийский вопрос в XVI — начале XVII в.. Москва: Наука, 1973.
- Флоря, Б. Н. Русско-польские отношения и политическое развитие Восточной Европы во второй половине XVI — начале XVII в.. Москва: Наука, 1978.
- Флоря, Б. Н. Сказания о начале славянской письменности. Москва: Наука, 1981 (2-е видання: Санкт-Петербург: Алетейя, 2000; 3-е видання: Санкт-Петербург: Алетейя, 2004)
- Пашуто В. Т., Флоря Б. Н., Хорошкевич А. Л. Древнерусское наследие и исторические судьбы восточного славянства / Академия наук СССР. Отделение истории. Москва: Наука, 1982. (Киевская Русь и исторические судьбы восточных славян: К 1500-летию Киева).
- Флоря, Б. Н. Россия и чешское восстание против Габсбургов / Отв. ред. А. С. Мыльников; АН СССР, Ин-т славяноведения и балканистики. Москва: Наука, 1986.
- Флоря, Б. Н. Отношения государства и церкви у восточных и западных славян: (Эпоха Средневековья) / Отв. ред. Л. В. Милов; Ин-т славяноведения РАН. Москва: Наука, 1992.
- Флоря, Б. Н. Иван Грозный. Москва: Молодая гвардия, 1999. (2-е видання: 2003; 3-е видання: 2009).
- Флоря Б. Н., Турилов А. А., Иванов С. А. Судьбы Кирилло-Мефодиевской традиции после Кирилла и Мефодия. Санкт-Петербург: Алетейя, 2000.
- Флоря, Б. Н. Судьбы славянской письменности после Кирилла и Мефодия: Жития Климента Охридского в культурно-историческом контексте. СПб.: Алетейя, 2000.
- Флоря, Б. Н. У истоков религиозного раскола славянского мира (XIII в.). Санкт-Петербург: Алетейя, 2004.
- Флоря, Б. Н. Польско-литовская интервенция в России и русское общество / Институт славяноведения РАН. Москва: Индрик, 2005.
- Флоря, Б. Н. Исследования по истории церкви: Древнерусское и славянское Средневековье. Москва: Православная энциклопедия, 2007.
- История России с древнейших времен до конца XVII в.: Учебник для вузов / Авторы: Л. Н. Вдовина, Н. В. Козлова, Б. Н. Флоря; Под ред. Л. В. Милова. Москва: Эксмо, 2006.
- Флоря, Б. Н. Русское государство и его западные соседи (1655—1661 гг.) / Институт славяноведения РАН. Москва: Индрик, 2010.
- Флоря, Б. Н. Внешнеполитическая программа А. Л. Ордина-Нащокина и попытки её осуществления / Институт славяноведения РАН. Москва: Индрик, 2013.

### Статті

#### В енциклопедіях
- Антоний, Иоанн и Евстафий, мученики Виленские // Православная энциклопедия. Москва, 2001. Т. 2 (В соавт. с Г. Шлевисом)
- Арсений Элассонский (в соавт. с А. В. Маштафаровым); Архиерейский дом // Православная энциклопедия. Москва, 2002. Т. 3.
- Афанасий Кальнофойский; «Beatus Cyrillus» //Православная энциклопедия. Т. 4.
- Борживой; Борис и Глеб (Почитание в России — в соавт. с А. В. Назаренко); Борис Феодорович Годунов; Бояре митрополичьи (в соавт. с А. В. Маштафаровым); Брестская уния; Броневский, Мартин (в соавт. с Л. В. Соболевым); Варсонофий, еп. Смоленский // Православная энциклопедия. Москва, 2003. Т. 6.
- Василий II Васильевич Темный; Василий Иоаннович Шуйский; Великая Моравия // Православная энциклопедия. Москва, 2004. Т. 7. 13
- Виленский собор 1509 г.; Витовт; Владимиро-Волынская епархия (XIV — начало XVII в.) // Православная энциклопедия. Москва, 2004. Т. 8.
- Владислав (Ягайло); Владислав IV Ваза // Православная энциклопедия. Москва, 2005. Т. 9.
- Вячеслав (Чешский), св.; Галицкая епархия (XIV — начало XVI в.); Галицкая Русь (конец ХШ в. — 1340 г.; Г. Р. в составе Польши); Гедимин // Православная энциклопедия. Москва, 2005. Т. 10.
- Гиакинф, св. // Православная энциклопедия. Москва, 2006. Т. 11.
- Флоря, Б. H. Русско-ливонские акты // Советская историческая энциклопедия. Москва, 1961—1976, Т. 11.

#### В журналах
- Брестская уния 1596 г. и некоторые вопросы конфессиональных отношений на Украине и в Белоруссии в первой половине XVII века // Славяноведение. 1996. № 2. С. 22–32.
- Брестские синоды и Брестская уния // Славяне и их соседи. Вып. 3. Католицизм и православие в средние века. Москва, 1991. С. 59–75.
- Великое княжество Литовское и Рязанская земля в XV в. // Славяне в эпоху феодализма. Москва, 1978. С. 182—189.
- Восточные патриархи и западнорусская церковь // Брестская уния 1596 г. и общественно-политическая борьба на Украине и в Белоруссии в конце XVI — начале XVII века. Ч. 1. Москва, 1996. С. 117—130.
- Две грамоты князя Любарта (о луцкой епископской кафедре в первой половине XIV в.) // Древнейшие государства Восточной Европы. 1998 г.: Памяти А. П. Новосельцева. Москва, 2000. С. 250—254.
- Две грамоты Сахиб-Гирея // Славяне и их соседи. Вып. 10. Москва, 2001. С. 236—240.
- Епископы, православная знать и братства: Вопросы о реформе церкви в последних десятилетиях XVI века // Брестская уния 1596 г. и общественно-политическая борьба на Украине и в Белоруссии в конце XVI — начале XVII века. Ч. 1. Москва, 1996. С. 95-116.
- Иван Грозный — претендент на польскую корону // Исторический архив. 1992. № 1. С. 173—182.
- Историческая традиция об общественном строе средневекового Полоцка // Отечественная история. 1995. № 5. С. 110—116.
- Исторические судьбы Руси и этническое самосознание восточных славян в XII—XV вв. (К вопросу о зарождении восточнославянских народностей) // Славяноведение. 1993. № 2. С. 42-66. [То же: Этническое самосознание славян в XV столетии. Москва, 1995. С. 10-38].
- К генезису легенды о «дарах Мономаха» // Древнейшие государства на территории СССР: Материалы и исследования, 1987 г. Москва, 1989. С. 185—188.
- Киевская митрополития, Россия и казацкое восстание 1625 года // Славяне и их соседи. Вып. 7. Москва, 1999. С. 143—151.
- Кризис организационных структур православной церкви в XVI веке // Брестская уния 1596 г. и общественно-политическая борьба на Украине и в Белоруссии в конце XVI — начале XVII века. Ч. 1. Москва, 1996. С. 33-41.
- Литва и Русь перед битвой на Куликовом поле // Куликовская битва. Москва, 1980. С. 142—173.
- О «Летописце Быховца» // Источники и историография славянского средневековья: Сб. статей и материалов. Москва, 1967.
- О путях политической централизации Русского государства (на примере Тверской земли) // Общество и государство феодальной России. Москва, 1975. С. 287—298.
- О родовом землевладении князей Трубецких во второй половине XVI — начале XVII века // Архив русской истории. Вып. 7. Москва, 2002. С. 102—106.
- Орда и государства Восточной Европы в середине XV века: (1430—1460) // Славяне и их соседи. Вып. 10. Москва, 2001. С. 172—196.
- Отношение украинского казачества к Речи Посполитой во время казацких восстаний 20-30-х гг. XVII в. и на начальном этапе народно-освободительной войны // Славяноведение. 2002. № 2. С. 36-51.
- Подготовка Брестской унии и Ватикан // Брестская уния 1596 г. и общественно-политическая борьба на Украине и в Белоруссии в конце XVI — начале XVII века. Ч. 1. Москва, 1996. С. 169—176.
- Подготовка Брестской унии и политика духовной и светской власти Речи Посполитой // Брестская уния 1596 г. и общественно-политическая борьба на Украине и в Белоруссии в конце XVI — начале XVII века. Ч. 1. Москва, 1996. С. 155—168.
- Положение православной и католической церквей в Речи Посполитой: Развитие национально-конфессионального сознания западнорусского православного общества во второй половине XVI века // Брестская уния 1596 г. и общественно-политическая борьба на Украине и в Белоруссии в конце XVI — начале XVII века. Ч. 1. Москва, 1996. С. 85-94.
- Попытка осуществления церковной унии в Великом княжестве Литовском в последней четверти XV — начале XVI века // Славяне и их соседи. Вып. 7. Москва, 1999. С. 40-81.
- Попытки заключения церковной унии в Великом княжестве Литовском в конце XV в. и Брестская уния // Katolicyzm w Rosji i Prawosławie w Polsce. Warszawa, 1997. S. 77-86.
- Послание Иосифа Курцевича князю Григорию Четвертинскому // Славяне и их соседи. Вып. 3. Москва, 1991. С. 141—151.
- Прерогатива Сигизмунда III смоленской шляхте: К истории религиозной нетерпимости в Речи Посполитой первой половины XVII века // Славяне и их соседи. Вып. 7. Москва, 1999. С. 138—142.
- Прокопий Ляпунов и Сигизмунд III // Славянский альманах. 2000. Москва, 2001. С. 42-51.
- Русское государство и русский народ в оценке польских шляхетских публицистов XVI в. // Культурные связи народов Восточной Европы в XVI в.: Проблемы взаимоотношений Польши, России, Украины, Белоруссии и Литвы в эпоху Возрождения. Москва, 1976.
- Русь и «русские» в историко-политической концепции Яна Длугоша // Славяне и их соседи: Этнопсихологические стереотипы в средние века. Москва, 1990.
- Самосознание польской народности в XV веке // Этническое самосознание славян в XV столетии. Москва, 1995. С. 38-77.
- Сведения о землевладениях русских дворян конца XVI — начала XVII века в материалах Литовской Метрики // Русский дипломатарий. Вып. 7. Москва, 2001. С. 403—414.
- Татарские послы на Констанцском соборе // Русское Средневековье: Источники. 2000—2001 г. Москва, 2002.
- Три письма о событиях Смуты // Архив русской истории. Вып. 3. Москва, 1993. С. 161—176.
- У истоков конфессионального раскола славянского мира (Древняя Русь и её западные соседи в XIII веке) // Из истории русской культуры. T. 1: Древняя Русь. Ред. А. Кошелев, В. Петрухин. Москва, 2000.